# Válvula antirretorno

Sección de una válvula de retención de clapeta oscilante para líquidos.

Las válvulas antirretorno, también llamadas válvulas de retención, válvulas uniflujo o válvulas check, tienen por objetivo cerrar por completo el paso de un fluido en circulación -bien sea gaseoso o líquido- en un sentido y dejar paso libre en el contrario. Tiene la ventaja de un recorrido mínimo del disco u obturador a la posición de apertura total.
Se utilizan cuando se pretende mantener a presión una tubería en servicio y poner en descarga la alimentación. El flujo del fluido que se dirige desde el orificio de entrada hacia el de utilización tiene el paso libre, mientras que en el sentido opuesto se encuentra bloqueado. También se las suele llamar válvulas unidireccionales.
Las válvulas de antirretorno a menudo operan sin la intervención de procesos de automatización, ya que su proceso está ligado a los cambios de los fluidos para abrir y cerrar, es decir, que su funcionamiento es mecánico de forma automática. Este tipo de válvulas detectan el flujo de un proceso abriéndose a determinada presión en un mismo sentido y cerrándose en sentido contrario cuando el flujo disminuye o pierde presión.
Las válvulas antirretorno son muy utilizadas en tuberías conectadas a sistemas de bombeo para evitar golpes de ariete, principalmente en la línea de descarga de la bomba.

## Tipos de válvula
Hay varios tipos de válvula de retención:
- Válvula de clapeta oscilante: una clapeta oscilante funciona como obturador y cierra el paso, por gravedad, cuando el fluido circula en dirección no deseada (ver figura, al principio). Funcionan por gravedad, por lo que deben colocarse en una posición determinada.
- Válvula de muelle: no es necesario que mantengan una posición determinada, pues su funcionamiento no depende de la gravedad; de estas hay dos tipos 
  - en uno, un muelle tarado a cierta presión, sostiene un obturador sobre un anillo de cierre; la presión del agua vence la resistencia del muelle dejando pasar el fluido, pero el muelle cierra el paso cuando el fluido circula en sentido contrario;
  - en el otro, llamado de doble clapeta, dos clapetas semicirculares, giran sobre un eje, cerrando el paso cuando están alineadas; un muelle las mantiene en posición, pero no interviene en la retención. Tiene menor pérdida de carga que la anterior, a cambio el cierre es menos estanco.
- Válvula de pistón: un émbolo, terminado en un obturador se apoya sobre el anillo de cierre; está alojado en un pistón cilíndrico de modo que el fluido, al pasar en la dirección correcta, levanta el émbolo, pero al cambiar de dirección, el émbolo asienta sobre el anillo; la forma del apoyo del émbolo ayuda a que la presión del agua en retroceso apriete el obturador sobre el anillo de cierre. Como la primera, requiere ser montada en posición adecuada, pues también funciona por gravedad.
- Válvula de retención de bola: es un tipo especial para terminales de bombas de extracción de pozos, por ejemplo; una bola se asienta sobre el anillo de cierre; cuando la bomba extrae agua del depósito o pozo, la bola se levanta y se dispone en un alojamiento lateral para no estorbar el paso, pero cuando para la bomba, retorna, por gravedad, a su posición de cierre para evitar que la tubería se vacíe.

## Imágenes

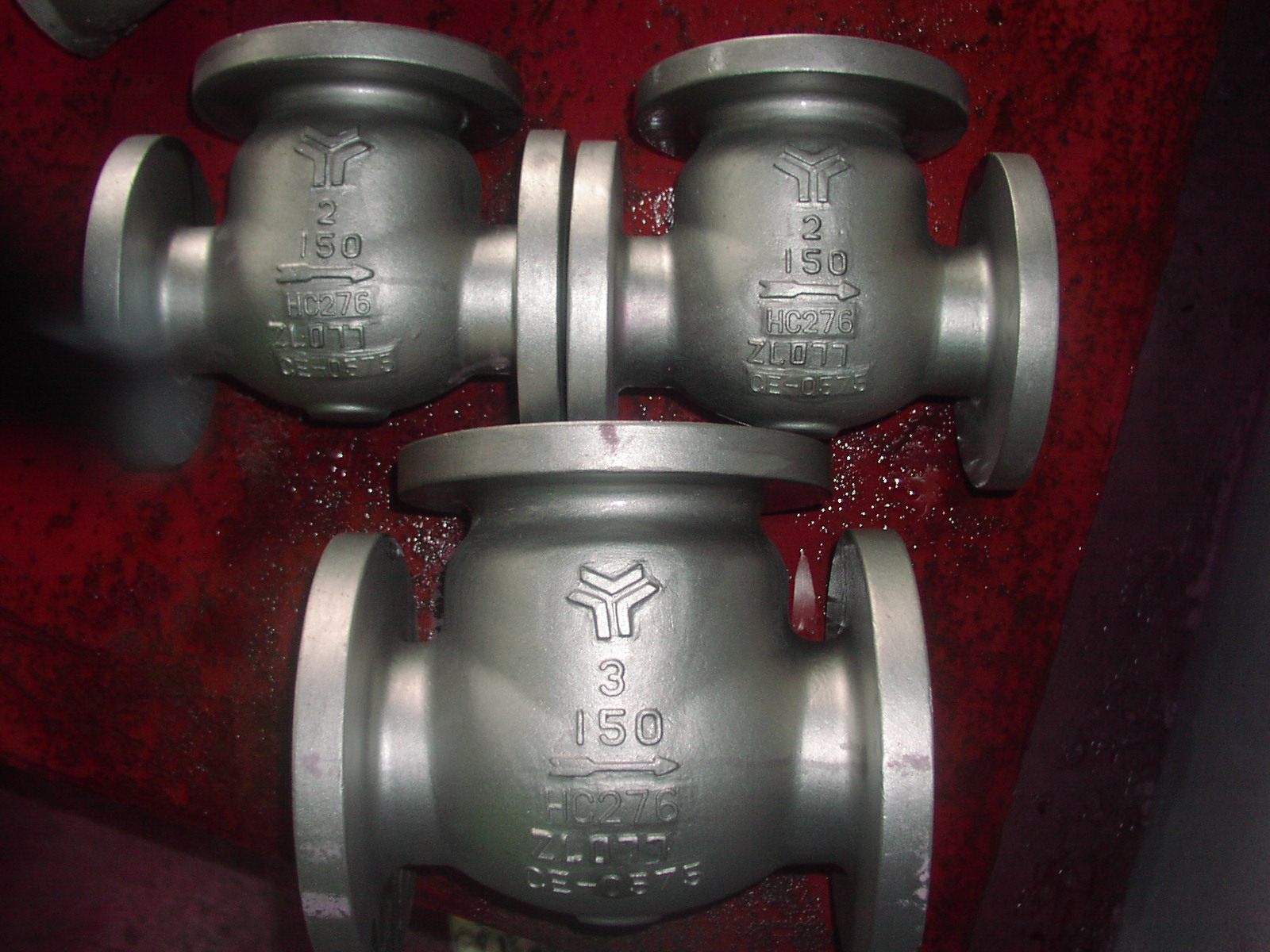
Válvula de retención en hastelloy
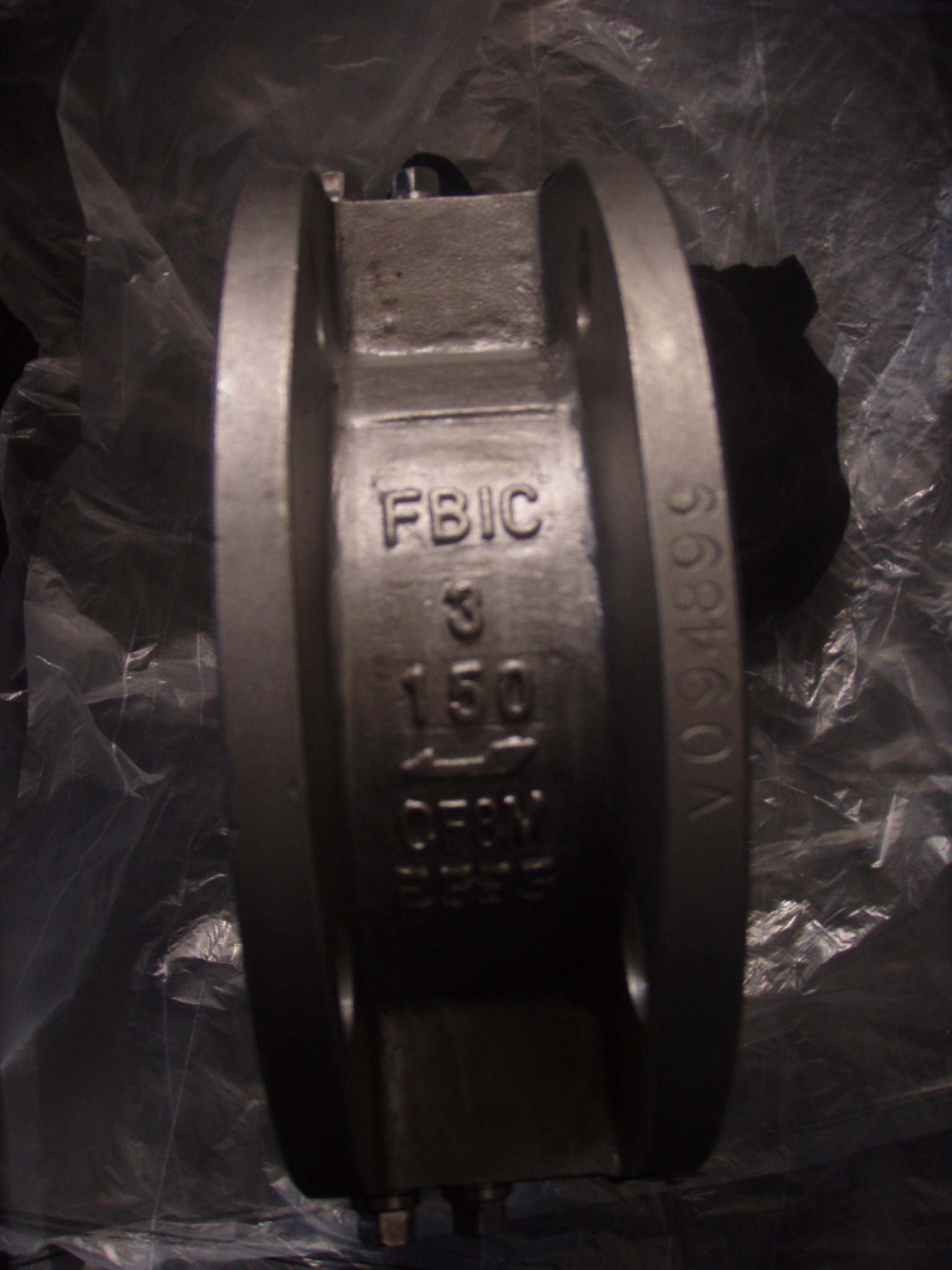
Válvula de retención tipo wafer en acero inoxidable
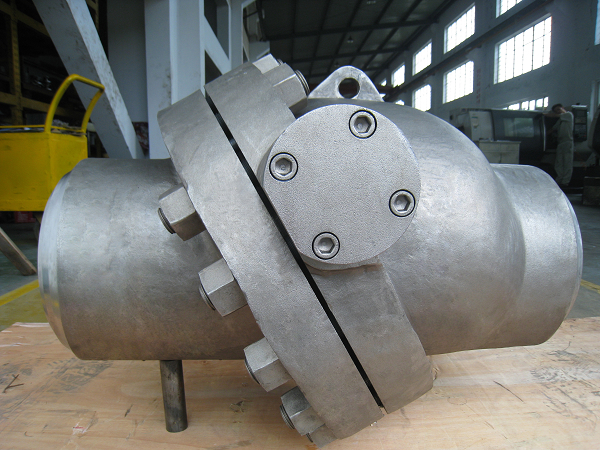
Válvula de retención en inconel
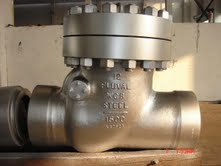
Válvula antirretorno de clapeta
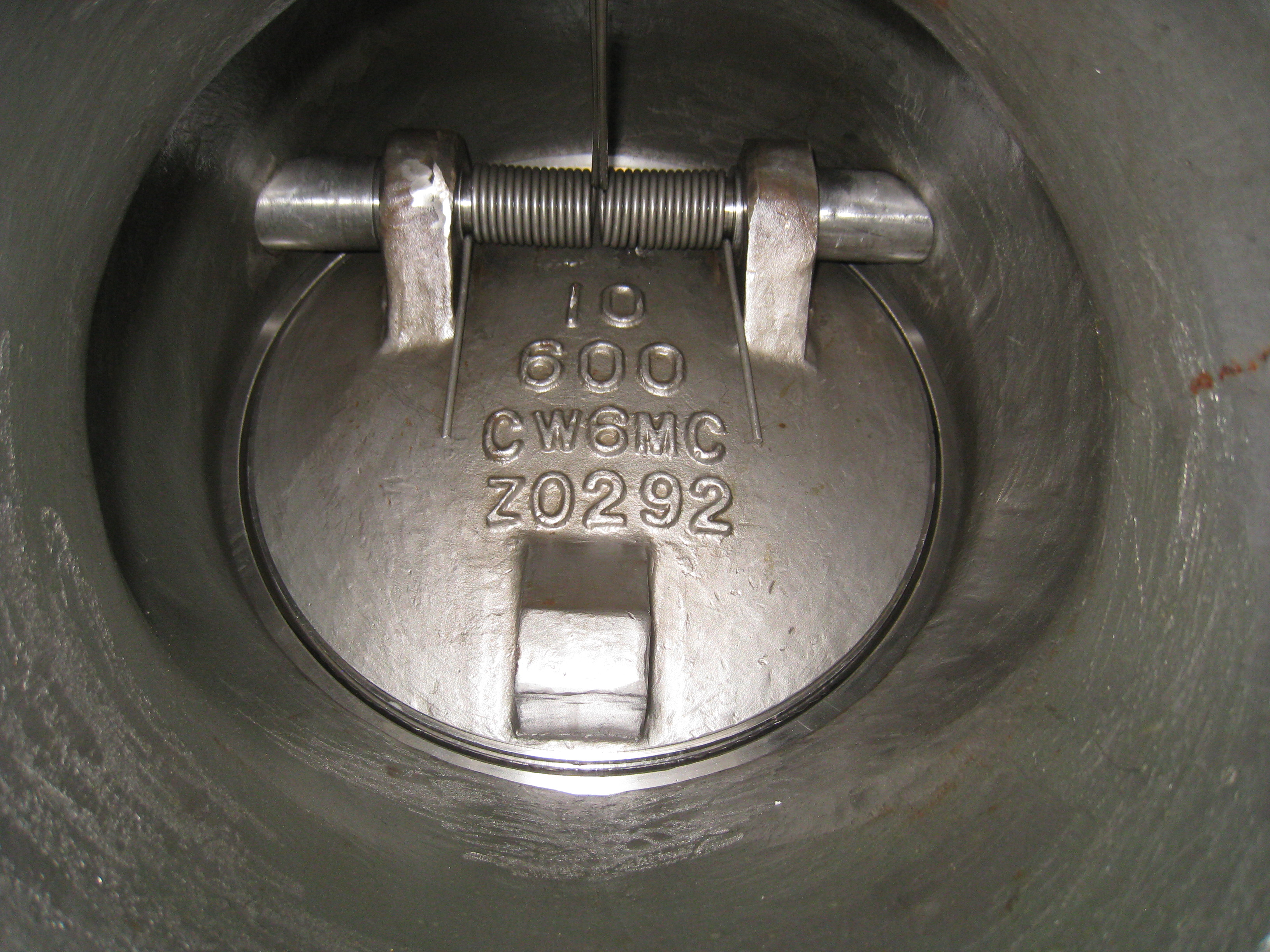
El interior de una válvula de retención de clapeta oscilante en inconel
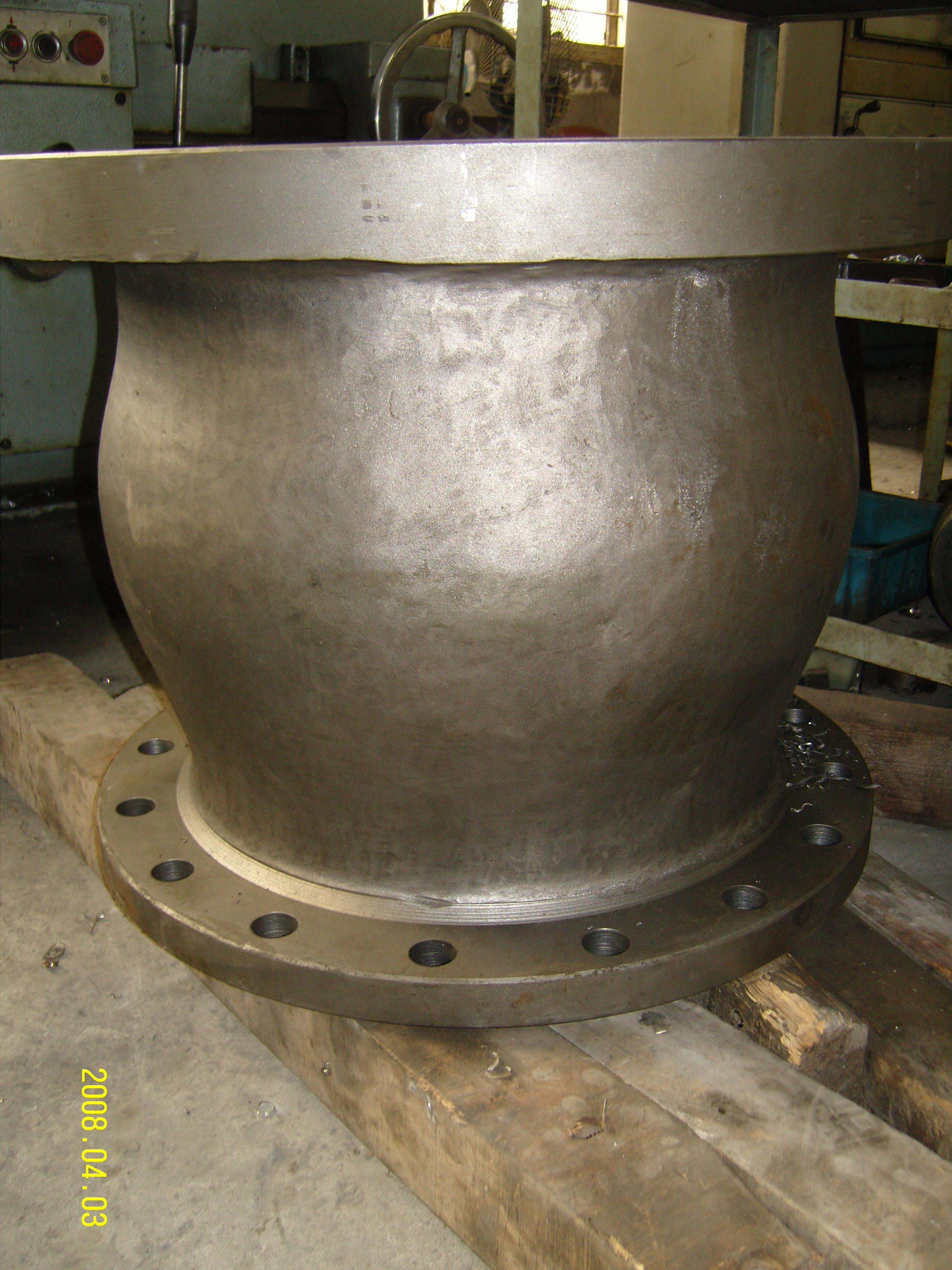
Válvula antirretorno en inconel
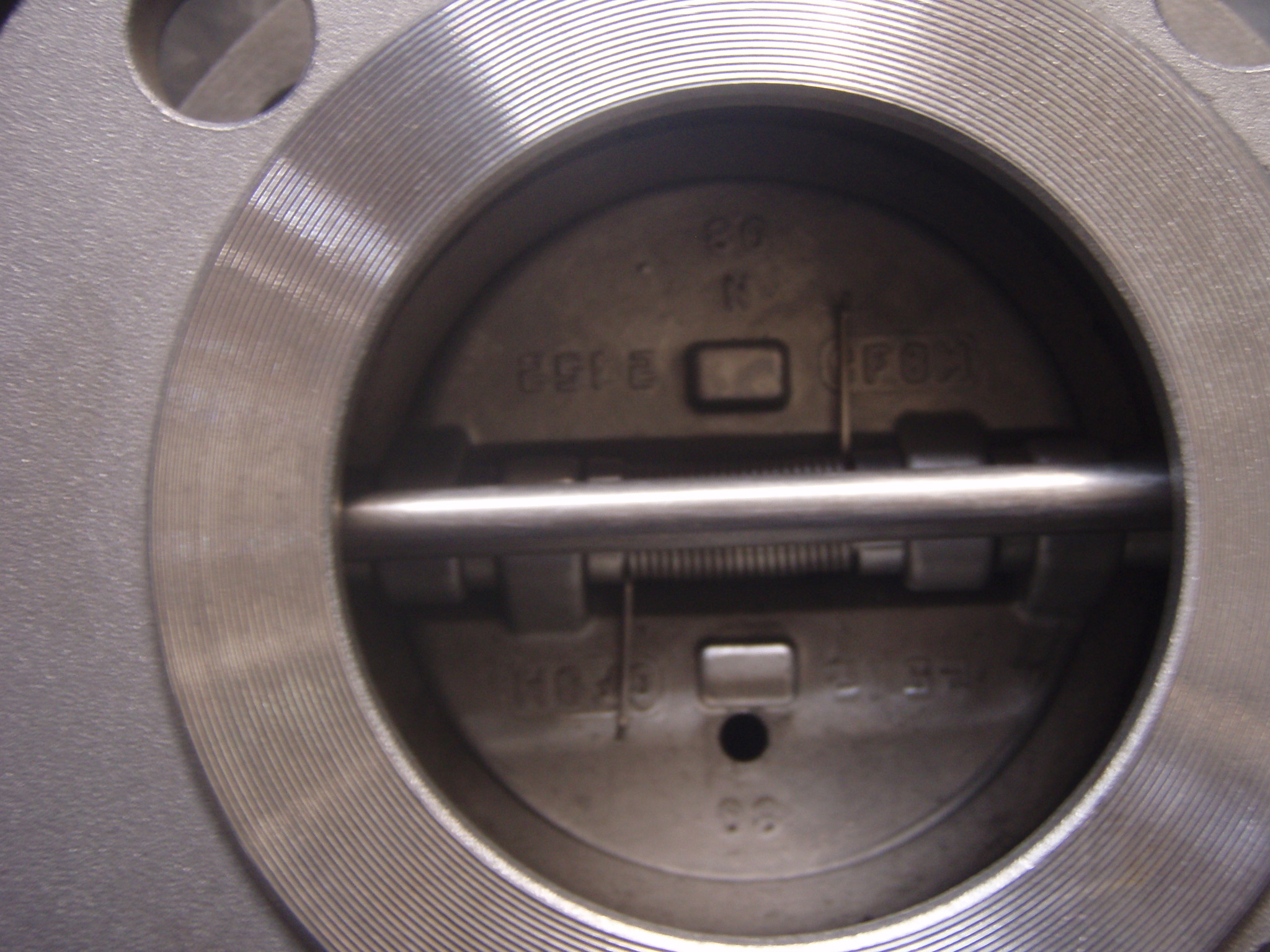
Interior de una válvula antirretorno tipo wafer en hastelloy
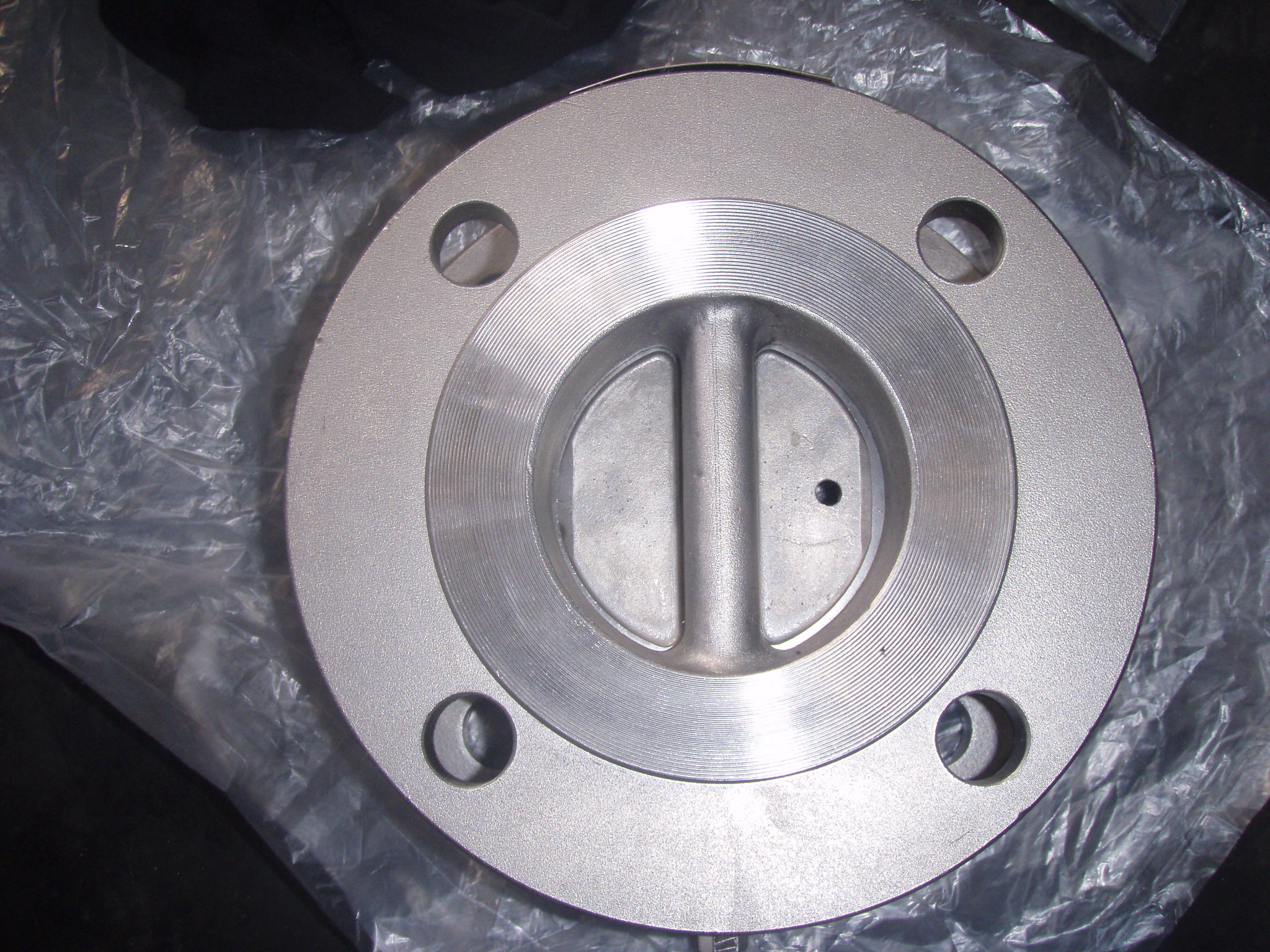
Válvula de retención de doble clapeta
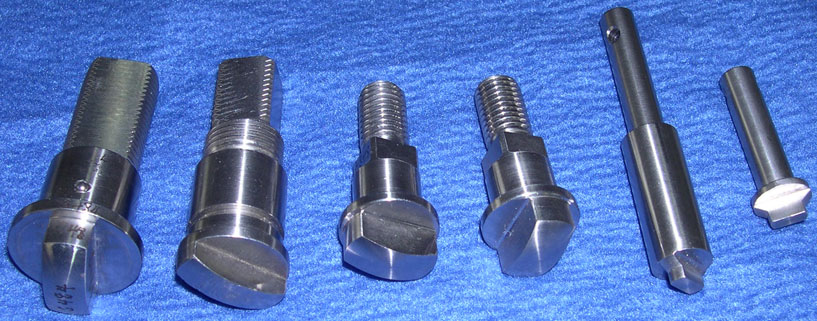
Pernos para válvulas
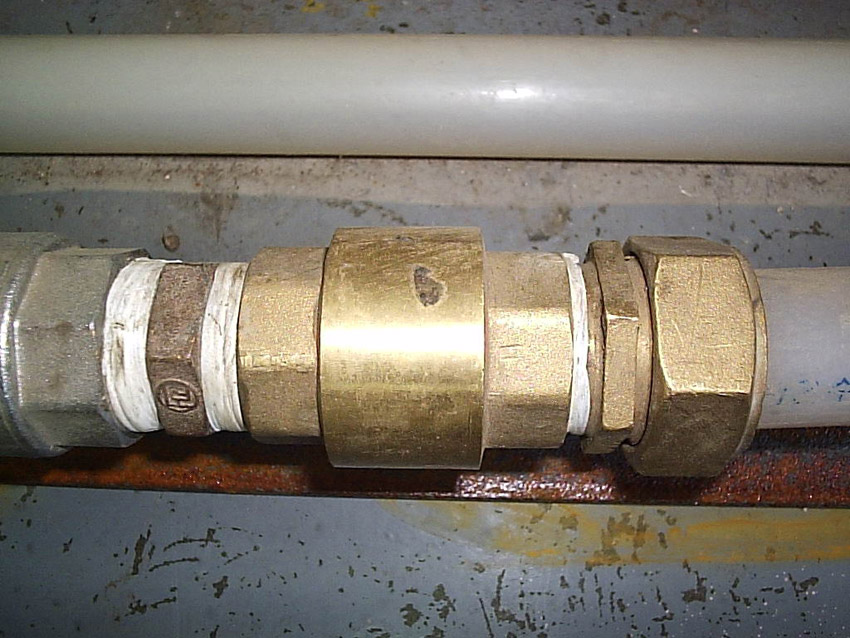
Válvula antirretorno en tuberías de polietileno reticulado (PEX).
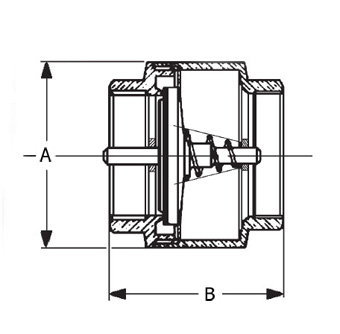
Esquema de válvula de retención de muelle.
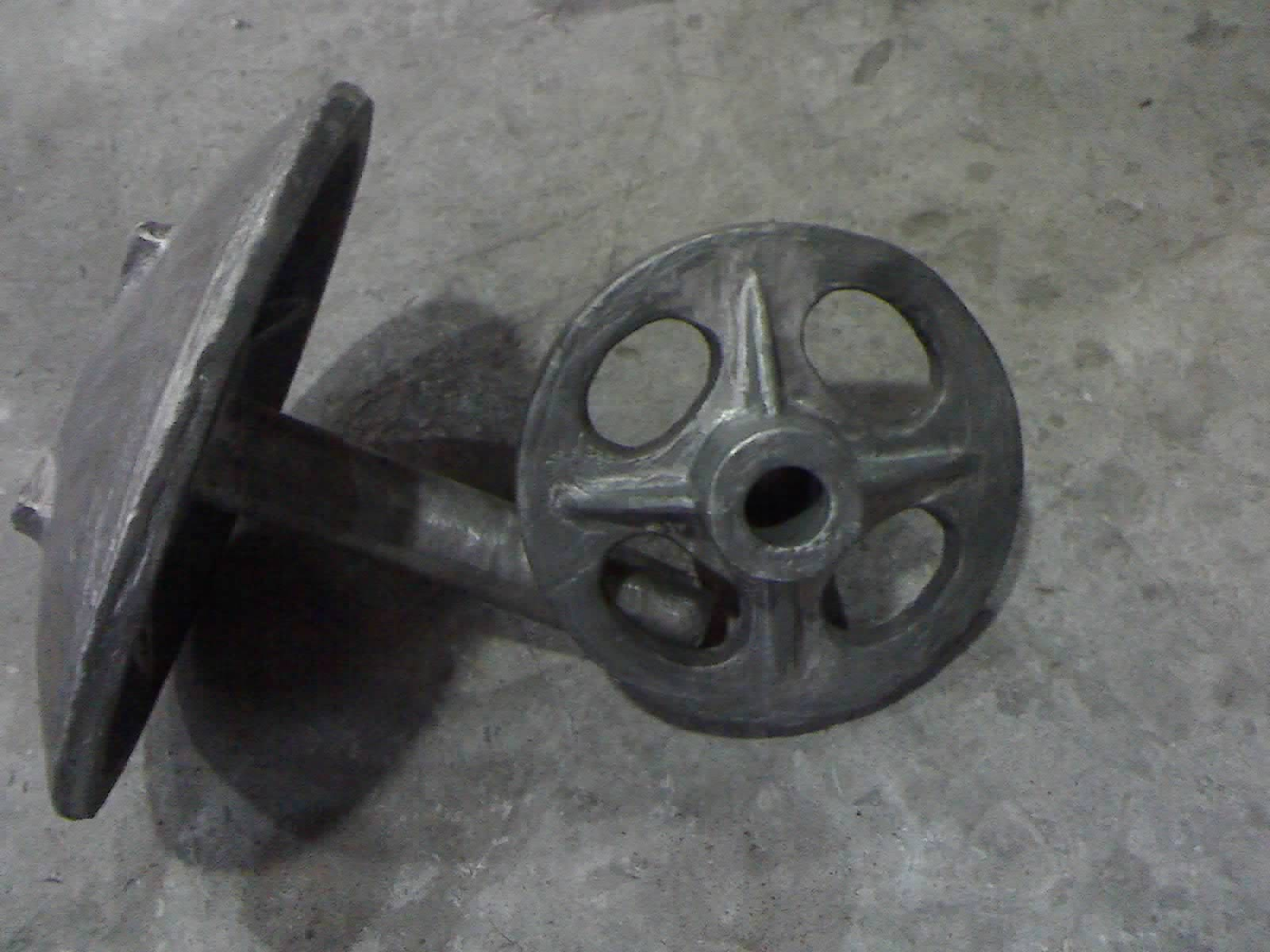
Obturador de una válvula de retención de muelle
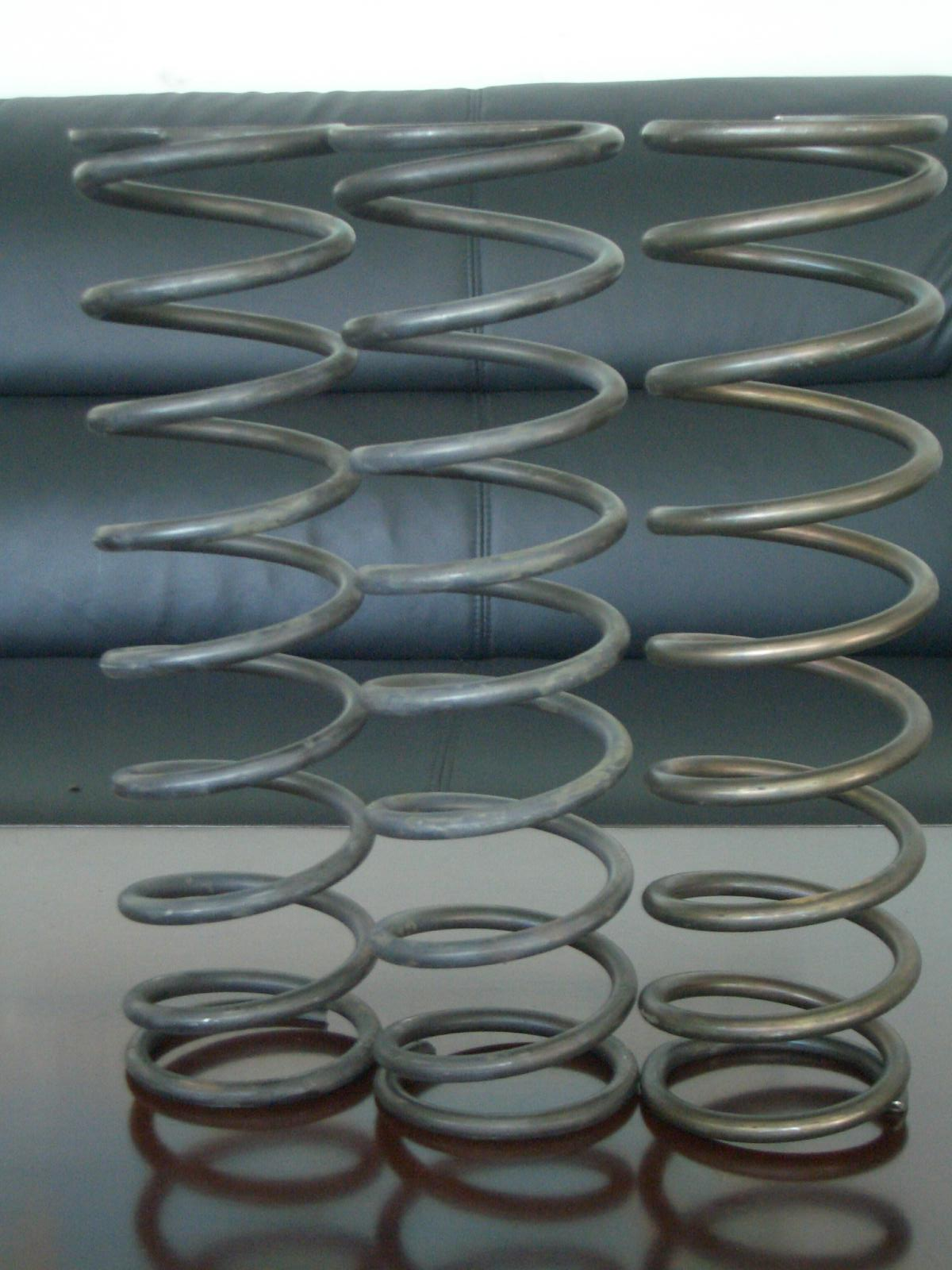
Muelles de inconel para válvulas antiretorno